# Jenseits der Wolken
Jenseits der Wolken (Originaltitel: Al di là delle nuvole) ist ein italienisch-französisch-deutscher Episodenfilm von Michelangelo Antonioni aus dem Jahr 1995, der mit Unterstützung von Wim Wenders zustande kam.

## Handlung
Ein Regisseur reist mit Fotoapparat und Notizblock durch Italien und Frankreich auf der Suche nach Inspiration für einen neuen Film. Er macht Halt in Ferrara, Portofino, Paris und Aix-en-Provence. Alle Geschichten, von denen er Zeuge wird, handeln von der Beziehung zweier Menschen, von der Liebe und ihrem Ende: 
1. Episode: Chronik einer Liebe, die es nie gab (Cronaca di un amore mai esistito)
Silvano lernt die Lehrerin Carmen in Ferrara kennen. Auf die Frage, wo er die Nacht verbringen könne, empfiehlt sie ihm das Hotel, in dem sie derzeit untergebracht ist. Im dortigen Hotelrestaurant sehen sie sich wieder. Sie fühlen sich zueinander hingezogen, gehen jedoch später in das jeweils eigene Hotelzimmer. Carmen wartet daraufhin vergeblich in ihrem Zimmer auf Silvano. Am nächsten Morgen erfährt er, dass sie bereits abgereist ist.
Zwei Jahre später sieht Silvano Carmen in einem örtlichen Kino wieder und spricht sie auf der Straße an. Er geleitet sie nach Hause, wo sie ein Jahr lang mit einem Mann zusammengelebt habe, von dem sie inzwischen getrennt sei. Obwohl sich Carmen immer noch zu Silvano hingezogen fühlt, geht sie nicht auf seinen Versuch ein, sie zu küssen. Er geht, kommt später aber zurück. Beide ziehen sich aus, sind jedoch unfähig, sich anzufassen oder zu küssen. Silvano sehnt sich nach Perfektion und hat Angst, dass das Ausleben seines Verlangens ebendieses in seiner Intensität zerstören könnte, weshalb er Carmen erneut verlässt.
2. Episode: Ein Mädchen, ein Verbrechen (La ragazza, il delitto)
In Portofino trifft der Regisseur auf eine melancholische junge Frau, die ihn sofort fasziniert. Er folgt ihr in das Geschäft, in dem sie arbeitet, und sie nehmen Blickkontakt auf. Ohne jedoch miteinander gesprochen zu haben, verlässt der Regisseur den Laden. In einem Café treffen sie erneut aufeinander. Nachdem sie ihm gestanden hat, dass sie vor einem Jahr ihren Vater ermordet und bis zu ihrem Freispruch drei Monate im Gefängnis gesessen habe, gehen sie in ihre Wohnung und schlafen miteinander. Später sitzt der Regisseur an einem Hotelpool und denkt an die Geschichte der jungen Frau und wie sie seinen neuen Film beeinflussen wird.
3. Episode: Das Rad – Such mich nicht (La rota – Non mi cercare)
In einem Pariser Café spricht eine junge Frau einen Mann an, und sie kommen ins Gespräch. Drei Jahre später kommt der Mann von einem Treffen mit der jungen Frau zurück, mit der er inzwischen ein Verhältnis hat. Seine Frau Patricia, die unter der Untreue ihres Mannes leidet, verlangt von ihm, sich für eine von ihnen zu entscheiden. Er verspricht ihr, seine Affäre zu beenden, und sie schlafen seit langer Zeit das erste Mal wieder miteinander. Als der Mann zu seiner Geliebten zurückkehrt und ihr erzählt, mit seiner Frau geschlafen zu haben, reagiert sie eifersüchtig. Sie beginnen zu streiten, landen dann jedoch erneut zusammen im Bett. 
Nachdem Patricia die Scheidung eingereicht und sich eine neue Wohnung gesucht hat, trifft sie dort auf den Vormieter Carlo. Dessen Frau hat ihn gerade für ihren Liebhaber verlassen und die meisten ihrer gemeinsamen Sachen aus der Wohnung geschafft. Berührt von ihren ähnlich  schmerzhaften Erfahrungen, nimmt Carlo Patricias Hand und küsst sie.
Der Regisseur fährt daraufhin – über das Leben und seine Grenzen sinnierend – mit dem Zug durch eine ländliche Gegend. Auf einem Hügel hält ein Maler die Landschaft auf einem Bild fest und erklärt einer Frau, wie wichtig es sei, von den großen Meistern zu kopieren.
4. Episode: Dieser Leib aus Staub (Questo corpo di fango)
In Aix-en-Provence betrachtet der Regisseur die an der Wand hängenden Bilder seines Hotels und bemerkt einen jungen Mann namens Niccolo. Dieser läuft daraufhin auf der Straße einem hübschen Mädchen hinterher. Er versucht die junge Frau in ein Gespräch zu verwickeln, doch sie lässt ihn abblitzen. Er bleibt jedoch hartnäckig und folgt ihr zunächst zu einer Kirche, wo sie andächtig an einer Messe teilnimmt, und später im Regen bis zu ihrer Wohnung. Er wolle sie unbedingt wiedersehen. Sie erklärt ihm jedoch, dass sie demnächst in ein Kloster eintreten und damit dem weltlichen Leben entsagen werde.

## Hintergrund
Jenseits der Wolken besteht aus vier Episoden nach Skizzen aus Michelangelo Antonionis Buch Bowling am Tiber. Jede der vier Episoden ist eine selbständige Liebesgeschichte und erzählt von einer anderen inneren Hemmung, die sich sexuellem Vergnügen entgegenstellt: Angst vor Zerstörung der Intensität einer in der Fantasie existierenden Emotion (Chronik einer Liebe, die es nie gab), Erinnerung an sexuellen Missbrauch (Ein Mädchen, ein Verbrechen), Erschrecken vor der Austauschbarkeit des Partners (Das Rad – Such mich nicht) und Entsagung körperlicher Liebe zugunsten transzendenter Hingabe (Dieser Leib aus Staub). Diese in sich geschlossenen Geschichten werden von einer Rahmenhandlung umspannt, die in Form von Prolog, Epilog und verbindenden Sequenzen von Regisseur Wim Wenders inszeniert wurde. Dabei lässt Wenders einen Regisseur, gespielt von John Malkovich, über die einzelnen Handlungen räsonieren. Wenders hatte sich zu dieser Arbeit bereit erklärt, da der damals 83-jährige Antonioni infolge eines Schlaganfalls seit 1985 halbseitig gelähmt und sprachunfähig war. 
Der Übergang zwischen der dritten und vierten Episode enthält zwei Szenen, die unter anderem Peter Handkes Assoziationen zu dem Porträt Mann mit verschränkten Armen von Paul Cézanne und dessen Landschaftsbild Mont Sainte-Victoire aufgreifen. So stellt der Erzähler im Film ebenfalls die Haltung des von Cézanne Porträtierten nach, während ein Maler, gespielt von Marcello Mastroianni, versucht, Mont Sainte-Victoire zu kopieren.
Gedreht wurde Jenseits der Wolken an Originalschauplätzen in Ferrara, Portofino, Paris und Aix-en-Provence. Am 3. September 1995 wurde der Film bei den Internationalen Filmfestspielen von Venedig uraufgeführt. In Deutschland kam er am 9. November 1995 in die Kinos. Im Jahr 2005 erschien er auf DVD.

## Kritiken
Das Lexikon des internationalen Films befand, dass sich Michelangelo Antonioni mit dem Film „als ewiger Flaneur der femininen Topografie von Verlangen, Verlassen und Verlieren“ erweise, kritisierte jedoch, dass sich „die betont pittoresken Szenen seines Films […] in vagen Andeutungen und Symbolismen“ verlieren, „wobei akribischer Stilwille allzu oft in Sterilität, spannungsarme Transzendenz in Trivialität umschlägt“. Faszinieren könne der Film aber „als beharrliche Suche nach der Poesie von Orten und ihren Stimmungen: Ferrara im Nebel, Portofino im Sturm, Aix-en-Provence im Regen“.
Kino.de meinte, dass trotz „hochtrabende[r] Monolog[e] […] die vier Episoden bis zur Belanglosigkeit“ verblassen. Antonioni habe wohl „diese Begegnungen nur deshalb inszeniert, um noch einmal möglichst viele junge und vor allem nackte Menschen vor die Linse zu bekommen“. Der Film sei zwar „ein trefflich bebildertes, perfekt ausgeleuchtetes Alterswerk“, aber dennoch „nur die nicht immer gelungene Kopie eines Meisterwerks, wie jenes Bild von Cézanne, das Marcello Mastroianni in einem Cameo-Auftritt – einer der Höhepunkte des Films – nachzumalen versucht“. Auch Cinema sprach von einem „Alterswerk eines einst ganz Großen“, bei dem die „Star-gespickten, jedoch durchwachsenen Episoden […] Antonionis ewiges Thema von der Fremdheit zwischen Mann und Frau“ umkreisen.

## Auszeichnungen
Alfio Contini erhielt für seine Kameraarbeit den David di Donatello. In der Kategorie Beste Filmmusik wurde Jenseits der Wolken mit dem Nastro d’Argento ausgezeichnet. Bei den Internationalen Filmfestspielen von Venedig wurde der Film mit dem FIPRESCI-Preis prämiert. Zudem erhielt er eine Nominierung für die Goldene Ähre der Semana Internacional de Cine de Valladolid.

## Deutsche Fassung
Die deutsche Synchronfassung entstand bei der Interopa Film in Berlin nach dem Dialogbuch von Leon Boden, der auch die Dialogregie übernahm.
| Rolle     | Darsteller           | Synchronsprecher         |
| --------- | -------------------- | ------------------------ |
| Patricia  | Fanny Ardant         | Kerstin Sanders-Dornseif |
| Geliebte  | Chiara Caselli       | Alexandra Wilcke         |
| Mädchen   | Irène Jacob          | Schaukje Könning         |
| Regisseur | John Malkovich       | Joachim Tennstedt        |
| Mädchen   | Sophie Marceau       | Judith Brandt            |
| Niccolo   | Vincent Perez        | Patrick Winczewski       |
| Carlo     | Jean Reno            | Roland Hemmo             |
| Silvano   | Kim Rossi Stuart     | Stefan Gossler           |
| Carmen    | Inés Sastre          | Claudia Lehmann          |
| Ehemann   | Peter Weller         | Frank Glaubrecht         |
| Maler     | Marcello Mastroianni | Ulrich Voß               |
| Freundin  | Jeanne Moreau        | Barbara Adolph           |